# Guido Reybrouck
Guido Reybrouck (* Brujas, 25 de diciembre de 1941). Fue un ciclista belga, profesional entre 1964 y 1973, cuyos mayores éxitos deportivos los logró en las Grandes Vueltas donde consiguió 6 victorias de etapa en el Tour de Francia, 4 victorias de etapa en la Vuelta a España y 3 victorias de etapa en el Giro de Italia. También consiguió victorias en numerosas clásicas destacando sus triunfos en 3 ediciones de la París-Tours, en una Amstel Gold Race y en un Campeonato de Zúrich. 

## Palmarés
| 1964 - París-Tours - Campeonato de Zúrich 1965 - Kuurne-Bruselas-Kuurne - 2 etapas del Tour de Francia - 1 etapa de la Vuelta a Bélgica 1966 - Campeonato de Bélgica en Ruta - París-Tours - 1 etapa del Tour de Francia 1967 - 2 etapas del Tour de Francia - 1 etapa de la Vuelta a España - 2 etapas de la París-Niza - Elfstedenronde 1968 - París-Tours - 3 etapas del Giro de Italia - 2 etapas de la Semana Catalana - 1 etapa de la Volta a Cataluña - 1 etapa del Giro de Cerdeña - 1 etapa de la París-Luxemburgo - Circuito de la Frontera | 1969 - 1 etapa del Tour de Francia - Amstel Gold Race - 1 etapa de la Semana Catalana - 2.º en el Campeonato de Bélgica en Ruta 1970 - 1 etapa de la París-Niza - 3 etapas de la Vuelta a España, más clasificación por puntos y clasificación de la combinada 1971 - 1 etapa del Giro de Cerdeña - 1 etapa de la Tirreno-Adriático - 1 etapa de la Volta a Cataluña 1972 - 2 etapas de la Vuelta a Levante 1973 - 1 etapa del Tour de l'Oise |

## Resultados en Grandes Vueltas
| Carrera | Carrera         | 1964 | 1965 | 1966 | 1967 | 1968 | 1969 | 1970 | 1971 | 1972 |
| ------- | --------------- | ---- | ---- | ---- | ---- | ---- | ---- | ---- | ---- | ---- |
|         | Giro de Italia  | 88.º | —    | —    | —    | 52.º | Ab.  | Ab.  | —    | —    |
|         | Tour de Francia | —    | 54.º | 53.º | 42.º | —    | 77.º | —    | Ab.  | Ab.  |
|         | Vuelta a España | —    | —    | —    | Ab.  | —    | —    | 49.º | —    | —    |